# یون بسویو
ایون بسویو (رومانیایی: Ion Besoiu؛ ‏ ۱۱ مارس ۱۹۳۱ – ۱۸ ژانویهٔ ۲۰۱۷) یک بازیگر اهل رومانی بود.
از فیلم‌ها یا مجموعه‌های تلویزیونی که وی در آن نقش داشته است، می‌توان به کمیسر متهم می‌کند، دوئل، میهای دلیر، خاکستر و خون، میرچا، آینه، میهائیل، سگ سیرک، تلهٔ مزدوران، فناناپذیران، آنگاه همگی را به مرگ محکوم کردم، آخرین یورش، آخرین فشنگ، حق‌السکوت، گردنبند فیروزه‌ای، نفرین زمین، نفرین عشق، پسر عاشق، بخارست بی‌وقفه، یاغی‌ها و بادبان‌های برافراشته اشاره کرد.